# Amanda Beard
Amanda Ray Beard (Newport Beach, 29 de outubro de 1981) é uma nadadora norte-americana e modelo, ganhadora de 2 ouros olímpicos. Participou de 4 Olimpíadas. Terminou o ano de 2003 como a n.1 do mundo nos 200m peito. Foi recordista mundial dos 200m peito entre 2003 e 2005.
Beard fez sua primeira aparição nos Jogos Olímpicos de Atlanta 1996 com apenas 14 anos, quando ainda era estudante da Irvine High School, em Irvine, California. Sua juventude e timidez chamaram a atenção da mídia, e ela muitas vezes foi fotografada com seu ursinho de pelúcia, até mesmo na entrega das medalhas. Se transformou na 2ª medalhista olímpica mais jovem na História dos EUA.
Em Sydney 2000 obteve o bronze nos 200m peito.
Em Atenas 2004 venceu os 200m peito, foi prata nos 200m medley e 4x100m medley, e ficou em 4º nos 100m peito.
Em Pequim 2008, já no final da carreira de nadadora, apesar de ter apenas 26 anos, ficou apenas em 18º lugar nos 200m peito.
Seu trabalho como modelo inclui aparições em FHM, uma 2006 Sports Illustrated-edição de roupas de banho, e ela posou nua para a Playboy americana de julho 2007.
Ela é uma porta-voz da Defensores da Vida Selvagem, e gosta de decoração interior. Ambas as irmãs dela, Leah e Taryn, são nadadoras. Amanda ficou em 8º lugar na corrida de celebridades Toyota Grand Prix de Long Beach em 2006.
Em Novembro de 2007, Beard fez seu primeiro comercial de televisão para a GoDaddy intitulado "Choque". Ela apresentou as sete medalhas olímpicas que ela ganhou entre 1996 e 2004. Mark Spitz, fez uma aparição também.
Em Abril de 2008, ingressou num programa esportivo do canal Fox, The Best Damn Sports Show Period como uma correspondente que cobre grandes eventos esportivos.
Em 2008, Beard participou em uma campanha anti-peles para a organização PETA. Ela foi fotografada nua em frente de uma bandeira americana.